# PKS 0537-441
PKS 0537-441, également nommé PG 0537-441, QSO B0537-441, ou encore PGC 2824444, est un blazar hyperlumineux à haute énergie de la constellation du Peintre. Il a été découvert en 1973 par l'astronome américain Olin J. Eggen qui notera que l'objet est un quasar très lumineux et que ce dernier a atteint la magnitude apparente maximale de 4. Selon les valeurs de décalage vers le rouge enregistrés par le Two-Micron All-Sky Survey, le blazar PKS 0537-441 se situerait à 1.2 milliard d'années-lumière soit 600 millions de parsecs.

## Variabilité
PKS 0537-441 a été observé par plus de quatre télescopes X, gamma et radio d'aout 2008 à avril 2010. Les scientifiques observeront que le blazar varie fortement dans le domaine gamma et il subit de forts pics irréguliers associés à des éruptions du blazar, une première éruption a été détectée en juillet 2009 et une autre en mars 2010. La plus grande éruption gamma détectée est celle de mars 2010 quand les photons émis ont atteint une énergie de plus de 300 GeV tandis que la plus grande éruption optique est celle observée par Olin J. Eggen où l'objet a atteint une magnitude apparente de 4, tandis que la magnitude apparente classique de l'astre est de 16.38. Le blazar varie dans de longues périodes ; sa luminosité subit des pics dans des périodes allant d'une heure à un mois, les pics font augmenter la luminosité de l'astre par 10, ils sont ensuite espacés de plus de 10 mois voire un an. Les télescopes observant PKS 0537-441 ont observé 5 périodes de variabilité différentes, la première est une période dite "sombre" (le blazar n'augmentant pas de luminosité), a duré du 28 février 2009 au 11 mai 2009, la deuxième est l'une des deux éruptions observées, elle a duré du 6 juin 2009 au 30 juillet 2009, la troisième est une période sombre qui a duré du 10 aout 2009 au 10 octobre 2009, la quatrième est une mini éruption qui a duré du 6 novembre 2009 au 9 décembre 2009, la cinquième est l'éruption gamma la plus énergétique détectée au niveau de PKS 0537-441, elle a duré du 28 février 2010 au 4 avril 2010, elle a atteint une énergie de plus de 300 GeV. Selon les scientifiques, les flux de photons et autres particules élémentaires sont assez semblables à celles observées lors des éruptions du quasar OVV 3C 279, PKS 0537-441 serait l'un des seuls quasars OVV à avoir été détecté. Lors de l'éruption de 2010, le radiotélescope Parkes à observé un flux d'ondes radio avec des énergies de plus de ∼1021 à 1022 hertz, le Parkes a aussi mesuré un champ magnétique égal ou supérieur à 1012 teslas ainsi que le blazar est une source continue d'électrons dont l'énergie est estimée à 1.2 × 10^46 ergs;

## Possible quasar binaire?
En 2003, une équipe de scientifiques a utilisé plusieurs télescopes du VLT pour produire une image en haute résolution du proche environnement de PKS 0537-441, leur but était d'observer et de clarifier les propriétés physiques de PKS 0537-441 en utilisant l'effet d'une lentille gravitationnelle créée par PKS 0537-441 lui-même. En analysant la raie d'émission Mg II du blazar, les scientifiques se rendirent compte que les données de la raie d'émission sont celles que l'on associe généralement au quasar ou blazar comprenant plusieurs trous noirs supermassifs en leur sein, la raie d'émission O II quant à elle, semble montrer que les données de la raie d'émission Mg II sont faussées par une grande photoionisation créée par les jets du trou noir. Il ne serait donc pas un double trou noir supermassif mais il y aurait bien un unique trou noir.